# Zile (Tokat)
Zile est une ville et un district de la province de Tokat dans la région de la mer Noire en Turquie.

## Histoire

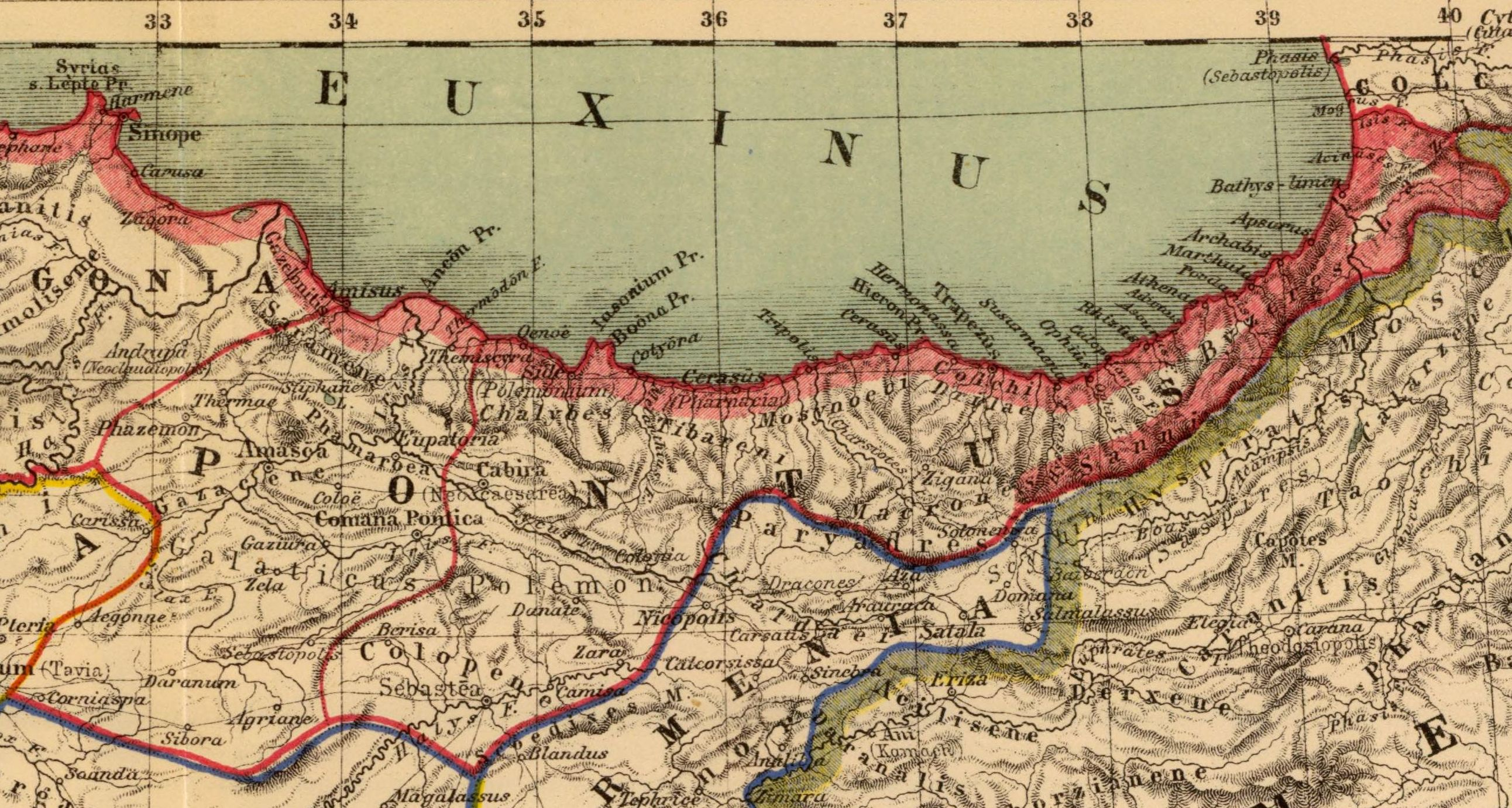
Carte de la région pontique avec la ville de Zéla (Zile) près de Comana du Pont, carte par Heinrich Kiepert, 1903.

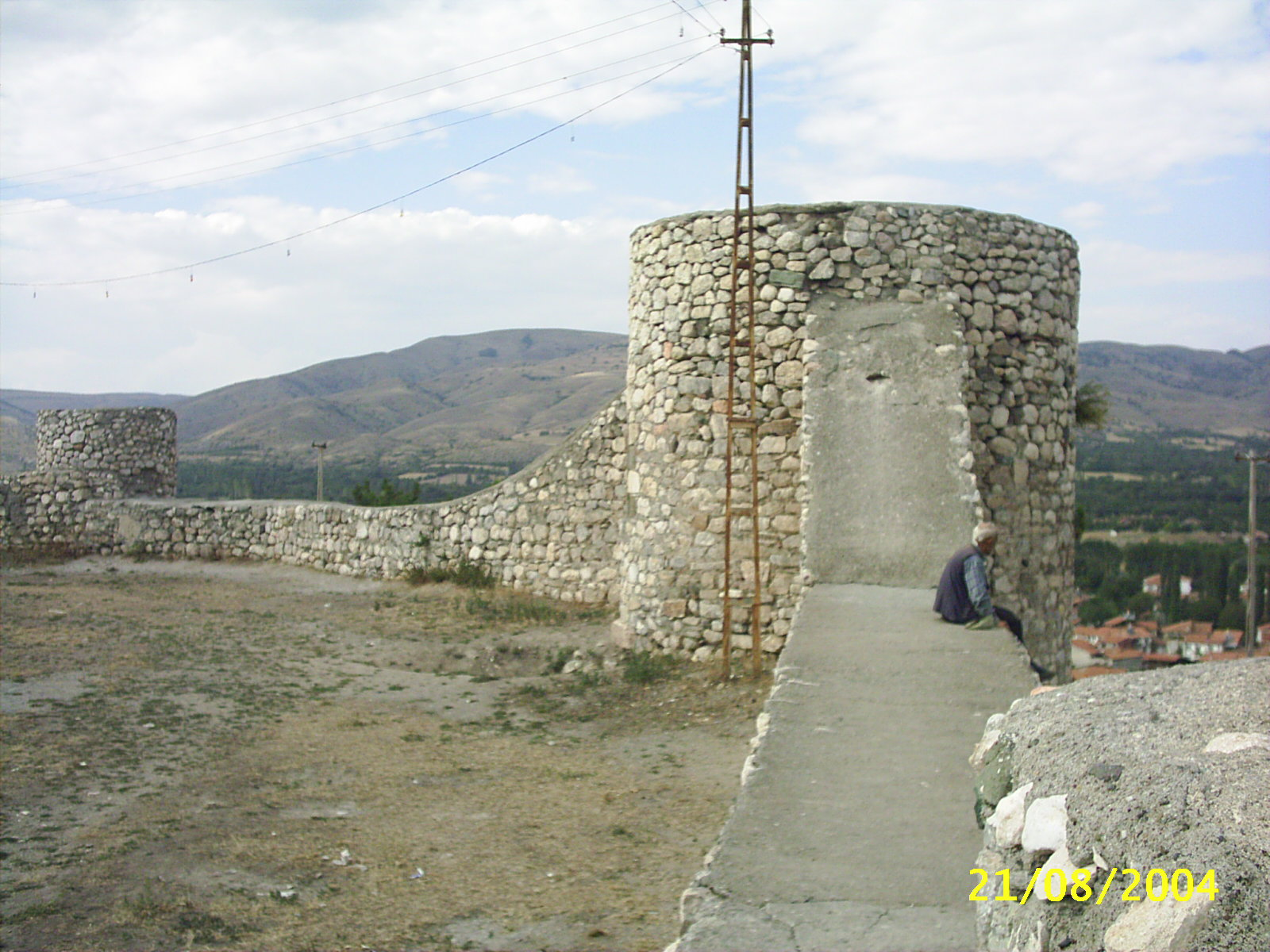
Citadelle de Zile en 2004.

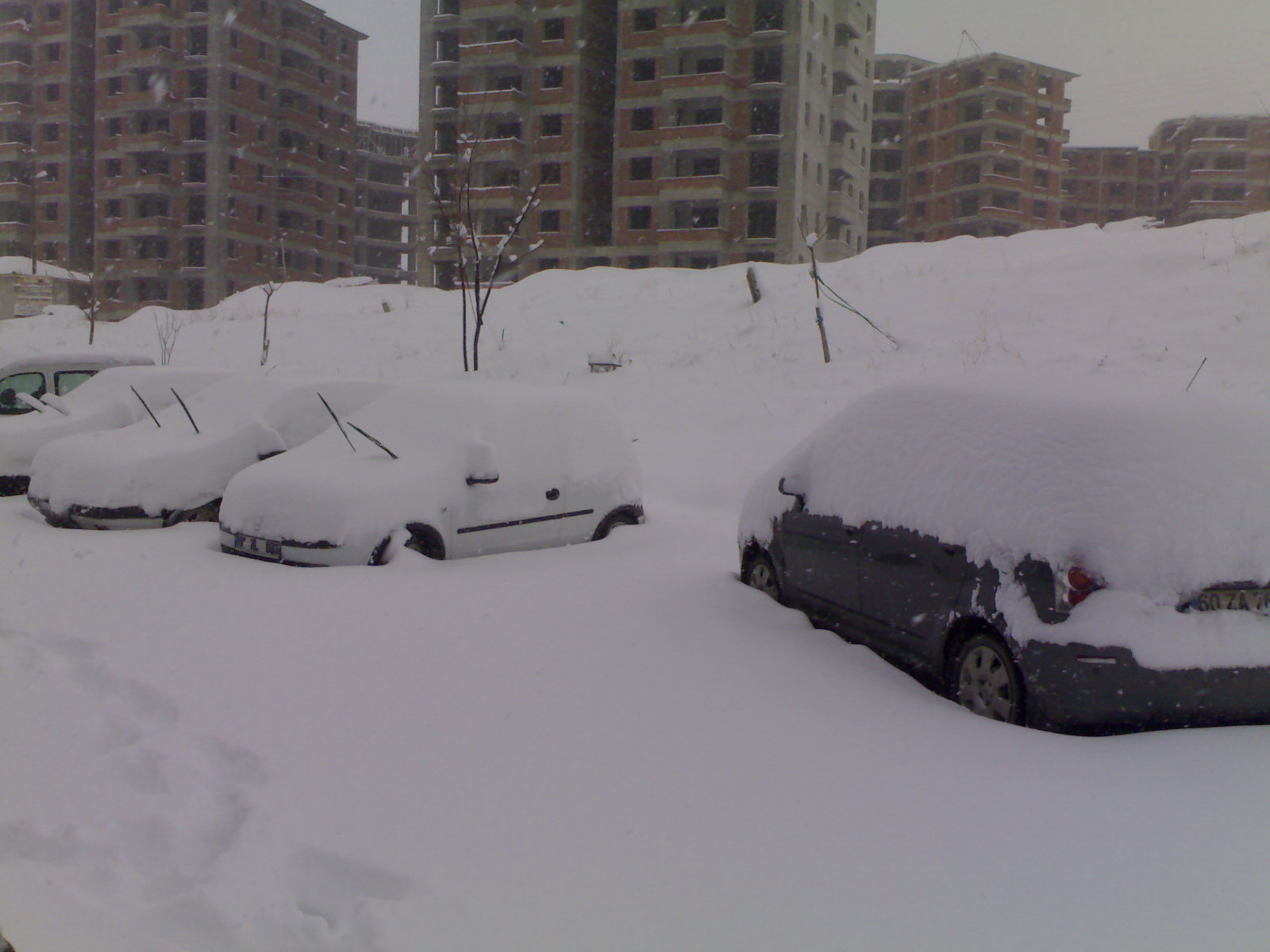
Zile sous la neige en 2006.

Zile, l'antique Zéla, est le lieu de la bataille de Zéla, victoire de Jules César sur Pharnace II, roi du Pont, en 47 av. J.-C.